# Кыету
Кыету (рум. Cîietu) — село в Кантемирском районе Молдавии. Является административным центром коммуны Кыету, включающей также село Димитрова.

## География
Село расположено на высоте 65 метров над уровнем моря.

## Население
По данным переписи населения 2004 года, в селе Кыету проживает 854 человека (427 мужчин, 427 женщин).
Этнический состав села:
| Национальность | Число жителей | Процентный состав |
| -------------- | ------------- | ----------------- |
| молдаване      | 780           | 91.33             |
| болгары        | 48            | 5.62              |
| гагаузы        | 12            | 1.41              |
| румыны         | 7             | 0.82              |
| украинцы       | 4             | 0.47              |
| русские        | 3             | 0.35              |
| Всего          | 854           | 100%              |